# Pentheochaetes mystica
Pentheochaetes mystica es una especie de escarabajo longicornio del género Pentheochaetes, tribu Acanthocinini, subfamilia Lamiinae. Fue descrita científicamente por Melzer en 1932.
El período de vuelo ocurre durante los meses de enero, febrero, marzo, abril, octubre, noviembre y diciembre.

## Descripción
Mide 5,5-9 milímetros de longitud.

## Distribución
Se distribuye por Argentina, Brasil y Paraguay.